# 布萊爾斯敦鎮區 (新澤西州)
布萊爾斯敦（英語：Blairstown）是位於美國新澤西州沃倫縣的一個鎮區。

## 地方資料
布萊爾斯敦的面積為79.71平方千米，當中陸地面積為77.41平方千米，而水域面積為2.30平方千米。根據2020年美國人口普查的數據，當地共有人口5704人，而人口密度為每平方千米71.56人。